# Свитави
Свитави (чеш. Svitavy) су град у Чешкој Републици. Свитави су трећи по величини град управне јединице Пардубички крај, у оквиру којег је седиште засебног округа Свитави.

## Географија
Град Свитави се налази у средишњем делу Чешке републике. Град је удаљен од 180 км источно од главног града Прага, а од првог већег града, Пардубица, 70 км југоисточно.
Свитави се налази у источном делу Бохемије. Град лежи на у области Свитавског горја, на приближно 430 м надморске висине. Кроз град протиче река Свитава, притока Мораве. Око од града издиже се Чехоморавско горје.

## Историја
Подручје Свитава било је насељено још у доба праисторије. Насеље под данашњим називом први пут се у писаним документима спомиње у 1150. године, а насеље је 1256. године имало градска права. У ово време овде се досељавају Немци, који су били претежно становништво града све до средине 20. века.
1919. године Свитави су постали део новоосноване Чехословачке. У време комунизма град је нагло индустријализован. После осамостаљења Чешке дошло је до пада активности индустрије и тешкоћа са преструктурирањем привреде.

## Становништво
Свитави данас имају око 17.000 становника и последњих година број становника у граду лагано опада. Поред Чеха у граду живе и Словаци и Роми.

## Партнерски градови
- Штендал

## Галерија
- Главни трг у Свитавима
- Градска саборна црква
- Градска кућа са торњем
- Старе куће у градском језгру